# Chelidonium jeanvoinei
Chelidonium jeanvoinei är en skalbaggsart som beskrevs av Maurice Pic 1937. Chelidonium jeanvoinei ingår i släktet Chelidonium och familjen långhorningar. Inga underarter finns listade i Catalogue of Life.